# Coma
Pour l’article ayant un titre homophone, voir Koma.
Pour les articles homonymes, voir Coma (homonymie).
En médecine, un coma est une perte de connaissance (abolition de la conscience et de la vigilance) non réversible par les stimulations. Il témoigne d'un dysfonctionnement cérébral sévère (d'origine traumatique, toxique ou médicale). Il constitue une urgence diagnostique et thérapeutique. Il se distingue de la syncope, perte de conscience brutale et brève d'origine cardiovasculaire.
En urgence, il doit surtout être distingué de l'arrêt cardiorespiratoire dont le traitement est très différent.

## Définition
Le coma est l'abolition de la conscience et de la vigilance en réponse aux stimulations. Plus précisément, il s'agit d'une abolition de la vie de relation (conscience, sensibilité) tandis que les fonctions végétatives sont plus ou moins bien conservées.
Plusieurs classifications existent. Pendant longtemps, quatre stades de coma ont été identifiés :
- « Coma stade 1 » ou « coma vigil » : c'est le stade de l'obnubilation. Le patient est capable de répondre à des stimuli douloureux tels que le pincement en repoussant par exemple la main du médecin, voire de communiquer de manière simple (grognements) ;
- « Coma stade 2 » ou « coma léger » : c'est le stade de la disparition de la capacité d'éveil du sujet. La réaction aux stimuli douloureux peut encore être présente, mais n'est pas appropriée et la communication avec le malade n'est pas possible ;
- « Coma stade 3 » ou « coma carus » : c'est le coma profond. Il n'y a plus aucune réaction aux stimuli douloureux. Des troubles végétatifs peuvent apparaître à ce stade ;
- « Coma stade 4 » ou « coma dépassé » : ce n'est en fait pas un coma mais un état de mort cérébrale, dans lequel les autres fonctions vitales (respiration, circulation) ne sont maintenues que par des moyens artificiels.

Actuellement cette classification a peu de pertinence clinique pour les médecins, car elle ne permet pas de dérouler des algorithmes étiologiques ou de prise en charge. Toutefois, dans la culture médicale le terme de stade 4, ou coma dépassé, est utilisé pour désigner un état de mort encéphalique (EME), qui est une forme particulière de mort clinique. L'état de mort encéphalique doit être distingué des comas même si la présentation clinique s'en rapproche avant une évaluation clinique médicale précise, notamment celle des réflexes du tronc cérébral.
L'échelle de Glasgow (Glasgow Coma Scale : GCS), développée dans le Service de réanimation neurochirurgicale de l'hôpital de Glasgow par Teasdale et Jennet, a fait l'objet d'un article publié dans The Lancet en 1974. Initialement développée pour la surveillance des traumatisés crâniens, cette échelle qui va de 3, le plus grave, à 15, est actuellement utilisée pour coter la profondeur d'un coma.
Par exemple, en cas de traumatisme crânien (TC), il est usuel de dire qu'un patient souffrant d'un TC et dont le GCS est en continu évalué à 15 est dit souffrir d'un TC mineur s'il ne présente pas de déficit neurologique. La prise en charge consiste souvent en une simple surveillance par les proches. En revanche, un patient souffrant de TC dont le GCS est évalué à 5 par exemple est dit souffrant d'un traumatisme crânien grave et doit bénéficier en urgence d'une prise en charge médicalisée agressive (ventilation mécanique, hypnotique intraveineux forte dose, etc.) et doit d'une part être admis en réanimation et, d'autre part, bénéficier d'un bilan neurochirurgical.

## Physiopathologie
Conscience et vigilance sont des fonctions cérébrales supérieures qui se manifestent, à l'état normal, par un éveil et une réactivité comportementale.
Elles sont assurées par la formation réticulée activatrice ascendante (FRAA) qui est un ensemble de fibres nerveuses recevant des stimuli sensitifs et moteurs, et qui se projettent sur l'ensemble du cortex cérébral soit directement, soit via les thalamus.
Le coma est ainsi consécutif soit à une lésion focale étendue de la FRAA (compression, destruction), soit (cas le plus fréquent) à une souffrance cérébrale diffuse. Les lésions de la FRAA peuvent se situer au niveau du tronc cérébral ou des hémisphères cérébraux (en particulier au cours d'un engagement cérébral, où la région mésencéphalo-diencéphalique est mécaniquement comprimée par l'hyperpression régnante dans la boîte crânienne).
Il existe dans le cerveau normal et non lésé des zones plus connectées que les autres (dites « hubs »). L'étude comparée d'IRM fonctionnelle de personnes dans le coma comparée (pour 417 zones du cerveau) et de personnes saines, a montré une réorganisation des réseaux cérébraux durant la phase « aiguë » du coma. Cependant, si la connectivité globale du cerveau des personnes cérébrolésées est conservée, on observe chez elles que ces hubs perdent leur densité de connexion, alors que les zones normalement moins richement connectées se transforment en « hubs ». La perte et les troubles de conscience que subissent les patients en coma persistant pourraient être dus à des déconnexions entre certaines zones du cerveau, dont le précuneus, et à cette délocalisation des « hubs ». Chaque cas peut être différent ; la cartographie du cerveau par IRM fonctionnelle pourrait permettre de mieux poser le diagnostic et soigner le patient.

## Causes

### Coma traumatique
C'est un diagnostic le plus souvent évident en fonction du contexte : accident de la voie publique, agression, chute, etc. (un choc violent). Cependant, dans certains cas, le lien entre le traumatisme et le coma (ainsi que la chronologie des évènements) est plus difficile : chez l'alcoolique, le vieillard, l'enfant, le traumatisme peut passer inaperçu (des chocs minimes peuvent, dans ces populations fragiles, entraîner une hémorragie cérébrale), et il peut exister un délai entre le traumatisme et le coma. Dans tous les cas douteux, le scanner cérébral en urgence est indispensable, puis le transfert en neurochirurgie pour une prise en charge thérapeutique.
L'état d'inconscience est lié à un dysfonctionnement plus ou moins profond de la substance réticulée ascendante (SRA) située dans la profondeur du cerveau et lésée par la concentration des ondes de choc traumatiques (phénomènes stéréotaxiques).
Le pronostic dépend principalement de l'importance des lésions cérébrales initiales (profondeur du coma), de l'âge et de l'état général du patient avant le traumatisme. Plus le coma est superficiel, le patient jeune et en bon état général (état de santé global) avant l'accident, plus les chances de guérison sont grandes.

### Causes métaboliques
Ces causes sont fréquentes, entraînant un coma par perturbation aiguë et diffuse du fonctionnement cérébral. Elles sont suspectées lorsque le coma est d'apparition progressive (souvent précédé d'un syndrome confusionnel), associé à des phénomènes moteurs (astérixis, myoclonies, hypertonie oppositionnelle, tremblements, fasciculations), sans signe focaux (sauf pour l'hypoglycémie), associé à des crises convulsives, avec réflexe photomoteur conservé.

#### Hypoglycémie
Cause extrêmement fréquente, d'évolution parfois mortelle, alors que son traitement est simple et immédiat : absorber du sucre. Le coma est agité et s'associe à des sueurs profuses, des signes d'irritation pyramidale (signe de Babinski bilatéral) et des convulsions. Ceci justifie l'injection systématique de sérum glucosé devant un coma sans cause évidente. Le retour à la conscience après re-sucrage est un très bon argument pour retenir le diagnostic d'hypoglycémie, a posteriori.

#### Troubles ioniques
Dysnatrémie, Dyscalcémie.

#### Hypoxie cérébrale
Par choc cardiogénique, insuffisance respiratoire aiguë, ou anémie aiguë.

#### Encéphalopathie de Gayet-Wernicke
L'encéphalopathie de Gayet-Wernicke est due à un déficit majeur en vitamine B1 (chez l'alcoolique et/ou dénutri le plus souvent). Un syndrome confusionnel pré-comateux est habituel, les phénomènes moteurs sont prééminents.

#### Encéphalopathie hépatique
Elle est secondaire à une insuffisance hépatocellulaire avancée, qui provoque l'accumulation de toxines (en particulier des acides nucléiques et des protéines) dans le sang normalement épuré par le foie. L'un des traitements, non validé, consiste en l'administration de lactulose.

#### Encéphalopathie rénale (dite «urémique»)
Dans le cadre d'une insuffisance rénale terminale.

#### Causes endocrinologiques
Coma hyperosmolaire ou acidose lactique ou acidocétose diabétique chez les diabétiques, coma myxœdémateux de l'hypothyroïdie, insuffisance surrénalienne aiguë.

#### Hypothermie sévère
L'humain entre en état d'hypothermie lorsque la température du corps est inférieure à 35 °C.

### Causes toxiques

#### Intoxication alcoolique aiguë
L'intoxication alcoolique aiguë ou « coma éthylique » survient après une dose variable suivant les personnes. Il varie entre deux et quatre grammes d'alcool par litre de sang suivant les conditions physiques de chacun : la masse graisseuse varie entre les sexes et un repas pris ou pas durant l'ingestion d'alcool. Le seuil de quatre grammes est le seuil généralement admis pour définir l'entrée en coma éthylique. Les adolescents et les jeunes sont particulièrement vulnérables à cette forme d'intoxication durant un épisode de binge drinking.
Le médecin devra toujours rechercher une autre cause au coma en cas d'alcoolisation : hypoglycémie, traumatisme crânien, hémorragie méningée.

#### Intoxication médicamenteuse
Par barbituriques, benzodiazépines, sels de lithium, antidépresseurs tricycliques, etc.

#### Morphine et dérivés (héroïne en particulier)
Le coma est calme et profond, avec une insuffisance respiratoire liée à une altération du fonctionnement des centres respiratoires cérébraux. Les pupilles sont en myosis très serré. Le coma peut également être éthylique.

#### Monoxyde de carbone
Le monoxyde de carbone est un gaz incolore et inodore qui s'échappe des chaudières ou autres appareils ménagers (plus particulièrement de chauffage) défectueux ou mal entretenus. Il est particulièrement dangereux car indétectable par l'homme sans appareil permettant sa détection. Le monoxyde inhalé se lie très rapidement à l’hémoglobine (pigment des globules rouges, transporteur d’oxygène), surtout à l’oxygène, pour former un composé appelé carboxyhémoglobine, HbCO. Les conséquences directes sont une réduction de l’apport d’oxygène dans tout l’organisme, conduisant à une asphyxie des organes et donc du cerveau.
La plupart des accidents recensés en France et dans les autres pays sont souvent mortels, ils ont lieu principalement la nuit lorsque les personnes dorment. Des cas d’intoxication multiple ont toutefois été relevés dans l’actualité et sont survenus dans des locaux chauffés seulement épisodiquement par des appareils d’appoint, tels que des lieux de culte. Les premières victimes en sont alors les personnes ayant une capacité respiratoire atténuée au regard de leur poids et du fait d’un métabolisme plus élevé : les plus exposées sont alors les enfants, à commencer par les nourrissons (dont on ne s’inquiète pas immédiatement parce qu’ils paraissent s’endormir), les personnes en fort surpoids et celles souffrant d’insuffisances cardiopulmonaires (d’origine pathologique ou toxique ou à la suite d'une opération).
Le gaz est alors inhalé et les personnes vont rapidement manquer d'oxygène sans s'en apercevoir, elles tomberont alors progressivement dans différentes catégories de coma pour arriver finalement jusqu'à l'arrêt cardiaque.
- Taux de 5 % dans le sang : les premiers symptômes (lorsque les victimes sont éveillées) de l’intoxication sont des maux de tête, une vision floue, des malaises légers, des palpitations.
- Taux supérieur à 15 % : l'intoxication provoque à partir de ce stade des nausées, des vomissements, des vertiges ou, plus grave, un évanouissement. La mort survient au moment où la concentration de ce gaz dans l'organisme atteint environ 66 %. Les organes ne sont plus approvisionnés en oxygène, ils s'atrophient et cessent de fonctionner. La mort est par définition indolore et assez lente.

Dès l'apparition des premiers symptômes, il faut évacuer le local concerné, ouvrir les voies d'aération (fenêtres, portes et ouvertures prévues à cet effet) consulter un médecin pour juger le degré d'atteinte des personnes par ce gaz, puis appeler une équipe spécialisée. Enfin pour éviter ce phénomène, il faut contrôler régulièrement les installations ménagères.

#### Insecticides organophosphorés
Le coma est calme, profond, pupilles en myosis.

#### Eau
Désigné parfois comme « coma hydraulique », ce genre de coma touche particulièrement les jeunes et les personnes âgées. Il est causé par une absorption massive d'eau ; généralement à la suite de jeux consistant à boire plusieurs litres d'eau, le gagnant étant celui qui en boit le plus pour les jeunes ; ou par la prise de grandes quantités d'eau sans dépense physique pour les personnes âgées. Il est dû à un abaissement considérable du taux de sodium dans le plasma sanguin, entraîné par une baisse de l'osmolarité efficace et une entrée d'eau massive dans le milieu intracellulaire.

### Causes vasculaires
Par infarctus cérébral, hémorragie méningée, hémorragie intraparenchymateuse, thrombophlébite cérébrale.

### Causes infectieuses
Par méningoencéphalite d'origine virale (herpétique), bactérienne ou parasitaire (paludisme) ou abcès cérébral compressif.

### Causes tumorales
Tumeurs bénignes ou malignes (cancer) développées aux dépens du parenchyme cérébral.

### Épilepsie
Soit par déficit post-critique (coma profond avec bradypnée succédant à une crise généralisée), soit par état de mal épileptique.

## Prise en charge immédiate

### Avant l'arrivée des secours médicalisés
Le coma est un diagnostic médical ; un témoin intervenant (premiers secours) n'a pas la possibilité de distinguer le coma d'une inconscience transitoire. L'inconscience se distingue par :
- l'absence d'action spontanée : la personne ne parle pas, ne bouge pas, n'ouvre pas les yeux ;
- l'absence de réaction à une sollicitation : la personne ne réagit pas lorsque le secouriste lui touche la main, lorsqu'il lui pose une question simple (« Vous m'entendez ? »), lorsqu'il lui donne un ordre simple (« Serrez-moi la main ! »).

Dès lors que le secouriste constate l'inconscience, il convient :
- de desserrer les vêtements pouvant gêner la respiration (foulard, cravate, col, ceinture, premier bouton du pantalon) ;
- de s’assurer qu'il ne s’agit pas d'un arrêt cardiorespiratoire : la personne respire spontanément lorsque le secouriste lui bascule prudemment la tête en arrière ;
- si la personne est allongée plat dos, la mettre en position latérale de sécurité (PLS) ; sinon, la laisser en place sauf nécessité d'un dégagement d'urgence ;
- avertir les secours ;
- attendre auprès du patient l'arrivée des secours ; ne plus toucher le patient jusqu'à l'arrivée des secours, maintenir les badauds à l'écart.

Note : la doctrine de l'European Ressuscitation Council est de ne jamais laisser une victime inconsciente à plat-dos, la mise en position latérale de sécurité est donc systématique si la victime est trouvée sur le dos, même en cas de suspicion d'un traumatisme rachidien, et d’autant plus facilement en cas d’ingestion d’alcool ou de produits toxiques dans les heures précédentes (à cause du risque de noyade en cas de vomissement, l’inconscience accélérant les effets chimiques dans les voies digestives non contrôlées qui peuvent alors évacuer leur contenu acide par action réflexe d’une façon pas toujours visible des autres témoins, ou en cas de salivation importante). D’autre part, l’inconscience induit l’arrêt des contractions naturelles de la langue, dont l’arrière retombe alors sur le seul effet de son poids de sa position sur le palais dur vers celle du voile du palais mou, ce qui obstrue alors le passage de l’air d’autant plus facilement que le corps est allongé sur le dos sans relèvement de la nuque. La position latérale de sécurité est la solution simple qui évite ces deux risques, mortels en quelques minutes. La doctrine peut être différente selon les pays. Voir l'article sur la Libération des voies aériennes.

### Prise en charge médicale
- Évaluation de la conscience, en général avec le score de Glasgow.
- Sécurisation des voies aériennes par intubation trachéale.
- Bilan des fonctions vitales : Prise de température, fonction respiratoire (cyanose, encombrement bronchique, fréquence respiratoire, résultats des gaz du sang), fonction cardiaque (pouls, pression artérielle, électrocardiogramme, signes de collapsus).
- Pose d'une voie veineuse périphérique et d'une sonde urinaire.
- Injection systématique de 30 cm3 de sérum glucosé à 30 % dans l'optique d'une hypoglycémie.
- Injection d'un antidote si on suspecte une intoxication aux morphiniques ou aux benzodiazépines.
- Injection de vitamine B1 si on suspecte une encéphalopathie de Wernicke.

À l'issue de ce bilan, les fonctions vitales doivent être stabilisées (insuffisance respiratoire : oxygénothérapie, voir intubation orotrachéale et ventilation mécanique ; insuffisance circulatoire : perfusion de macromolécules et drogues vasopressives, etc.), le patient hospitalisé dans un service adapté (service de réanimation médicale).

## Bilan de première intention
- Bilan biologique : hémogramme, plaquettes, VS, CRP, glycémie capillaire et veineuse, ionogramme sanguin, calcémie, bilan rénal (urée et créatinine sanguine), bilan hépatique, hémocultures, TP, TCA, alcoolémie, recherche de toxiques dans le sang et les urines.
- Électroencéphalogramme en cas de crise convulsive.
- Scanner cérébral voire IRM cérébrale en cas de cause traumatique, vasculaire, tumorale, de suspicion d'abcès cérébral…
- Ponction lombaire en cas de suspicion de méningoencéphalite.
- etc.

## Examen clinique

### Interrogatoire de l'entourage et des secours
Afin d'orienter le diagnostic, une notion de traumatisme crânien, des antécédents évocateurs (épilepsie, maladie endocrinienne, alcoolisme, toxicomanie, etc.), les médicaments pris habituellement (en particulier les psychotropes), les circonstances de début du coma, des signes annonciateurs, d'éventuels signes d'accompagnement, la notion d'épisodes antérieurs similaires, doivent être précisés.

### Examen général
Organe par organe, appareil par appareil : il recherche des signes de traumatisme, une odeur alcoolique de l'haleine, des points de piqûre (toxicomanie), des signes infectieux, etc.

### Examen neurologique
Il doit être complet, soigneux, exhaustif, répété, ses conclusions doivent être consignées par écrit.

#### Recherche d'un syndrome méningé
Il se manifeste par une raideur de la nuque (résistance à la flexion de la tête sur le tronc), et impose un bilan infectieux (hémocultures et ponction lombaire) éventuellement complété d'un scanner cérébral.

#### Recherche de mouvements anormaux
Focaux ou généraux survenant par crise brève : évoquer une crise d'épilepsie ; ou permanents ou provoques comme astérixis ou myoclonies diffuses : évoquer une affection métabolique.

#### Étude des voies sensitivomotrices
Elle s'effectue en évaluant la réponse à la douleur du malade (pincement des ongles, du mamelon, friction sternale). Il est attentivement observé la réaction motrice et comportementale au stimulus nociceptif. Une réaction bilatérale adaptée (retrait du membre, évitement de la douleur, grognement) signe une intégrité des voies sensitivomotrices. Une réaction adaptée d'un seul côté évoque une hémiplégie.
Les comas les plus sévères provoquent des réactions inadaptées à la douleur :
- signes de décérébration : extension, adduction, et rotation interne des membres supérieurs (témoigne d'une souffrance sévère du tronc cérébral) ;
- signes de décortication : flexion et adduction des membres supérieurs, extension des membres inférieurs. La décortication indique une souffrance hémisphérique étendue.

### Examen des yeux
- Paupières : Les paupières sont spontanément fermées. Si on les ouvre, elles se referment spontanément et doucement. La résistance active à l'ouverture des yeux évoque un coma psychogène (dans l'hystérie essentiellement).
- Clignement des yeux : Le clignement spontané prouve l'intégrité de la formation réticulée activatrice ascendante (FRAA), et doit faire évoquer un locked-in syndrome (qui n'est pas un coma mais une abolition de toutes les voies sensitivomotrices, sans altération de la conscience, secondaire à une thrombose de l'artère basilaire). Le clignement à la menace témoigne d'une activité corticale préservée. Le clignement à la stimulation lumineuse témoigne de l'intégrité des voies sensitives. Enfin, le réflexe cornéen (occlusion réflexe des yeux à la stimulation de la cornée), explore la 5e paire de nerfs crâniens et ses noyaux.
- Examen des pupilles : Des pupilles dilatées (en mydriase), aréactives, témoignent de lésions neurologiques diffuses et généralement irréversibles. Une mydriase unilatérale évoque un engagement cérébral imminent de très mauvais pronostic. Un myosis serré se retrouve dans les intoxications aux morphiniques et aux pesticides.
- Position des globes oculaires.
- Mouvements oculaires : des mouvements spontanés ou provoqués témoignent de l'intégrité du tronc cérébral.
- Réflexes oculaires : réflexe oculocéphalique, réflexe oculovestibulaire.
- Examen du fond d'œil, sans dilatation de l'iris, à la recherche d'un œdème maculaire reflet d'une hypertension intracrânienne.

### Prospective: Test de conscience
Un nouveau test de « neuroimagerie cognitive » basé sur la réponse cérébrale à des stimuli auditifs pourrait permettre à des cliniciens de mesurer le niveau de conscience (ou au moins la présence d'une vie mentale consciente) de patients en réanimation, émergeant d’états inconscients (coma, état végétatif, anesthésie générale). Il est basé sur la réponse du cerveau à l'écoute de sons présentant des irrégularités locales, puis globales.

## Attitude thérapeutique
L'hospitalisation en service de réanimation est indispensable pour assurer une prise en charge et un suivi optimal. Le traitement étiologique, lorsqu'il est possible, est la priorité : traitement anticonvulsivant en cas d'épilepsie, re-sucrage en cas d'hypoglycémie, antibiotiques en cas de méningoencéphalite, etc.

### Surveillance
- Examen clinique quotidien et examen neurologique pluriquotidien avec score de Glasgow, consigné par écrit, afin de suivre l'évolution des atteintes nerveuses.
- Constantes vitales (pouls, tension artérielle, fréquence respiratoire, température) toutes les deux heures initialement.
- Bilan biologique (ionogramme sanguin, hémogramme, fonction rénale, etc.) et radiologique (radios de thorax) quotidien.
- Recherche régulière de complications (examen cutané, examen des yeux, de la bouche, des sites de perfusion, de l'état veineux).
- Surveillance des entrées (apports liquidiens et caloriques) et des sorties (poche à urines), état nutritionnel.

### Traitement symptomatique
- Apports d'eau et d'ions (sodium, potassium, calcium) en fonction des ionogrammes sanguins et urinaires, et du bilan entrées/sorties.
- Apports caloriques par sonde gastrique ou par voie parentérale (intraveineuse) d'environ 2 000 calories par jour, à adapter à l'état nutritionnel.
- Apports de vitamine B1, B6, PP, et de phosphore.
- Ventilation mécanique en cas de défaillance respiratoire avec aspirations fréquentes des sécrétions bronchiques.
- Matelas anti-escarres, soins de peau, surveillance des points d'appui. Le massage de ces points fragilisés est controversé.
- Soins des yeux, soins de bouche.
- Kinésithérapie passive au lit afin de prévenir les rétractions tendineuses.
- Prévention des thromboses veineuses par héparinothérapie.

## Coma artificiel

### Sédation
Aussi appelé « sédation », le coma artificiel est un coma provoqué par le médecin par administration d'un sédatif ou d'un hypnotique dont la fonction est d’endormir le patient. Le coma artificiel peut durer de quelques heures à quelques jours et permet de traiter un patient gravement malade, le plus souvent lorsque le patient est sous respirateur et qu’il ne le supporte pas bien.

### Conscience, inconscient et coma
Des témoignages ont été apportés sur des états de conscience altérée pendant des comas neuro-sédatifs, tel celui de l’écrivain Philippe Labro, qui décrit, dans La Traversée une perception déformée de l’environnement médical qui l’entourait, et celui de la psychanalyste Diane Chauvelot, dans 47 jours hors la vie, hors la mort : Le coma, un voyage dans l'inconscient qui décrit une expérience semblable, et qui la théorise à l’aide de la psychanalyse,, elle parle à ce sujet d'un inconscient « délié », « à ciel ouvert ».

#### Bases de données et dictionnaires
- Ressources relatives à la santé :   - Classification internationale des soins primaires
  - DiseasesDB
  - ICD-10 Version:2016
  - ICD9Data.com
  - Medical Dictionary for Regulatory Activities Terminology
  - Medical Subject Headings
  - NCI Thesaurus
  - PatientLikeMe
- Notices dans des dictionnaires ou encyclopédies généralistes :   - Britannica
  - Gran Enciclopèdia Catalana
  - Store norske leksikon
  - Universalis
- Notices d'autorité :   - BnF (données)
  - LCCN
  - GND
  - Israël
  - Tchéquie